# Mariusz Jochemczyk
Mariusz Jochemczyk (ur. 6 lipca 1973 w Katowicach) – polonista, historyk i teoretyk literatury, eseista, poeta, doktor habilitowany nauk humanistycznych, nauczyciel akademicki.

## Kariera zawodowa
Od 1997 roku związany zawodowo z Uniwersytetem Śląskim w Katowicach. Na tej uczelni obronił doktorat (2004) poświęcony twórczości Juliusza Słowackiego, tutaj także habilitował się na podstawie książek opisujących fenomen oddziaływania tradycji literackiej i kulturowej (2016). Edytor (wspólnie z Grzegorzem Olszańskim) pism rozproszonych śląskiego filologa Stefana Szymutki. Redaktor wieloautorskich monografii naukowych poświęconych: mikrologii, potamofilologii, twórczości Władysława Broniewskiego i Franza Kafki. Od 2004 roku zatrudniony na stanowisku adiunkta w Instytucie Nauk o Literaturze Polskiej im. Ireneusza Opackiego Uniwersytetu Śląskiego w Katowicach (Zakład Teorii Literatury). Jest profesorem uczelni w ramach nowej jednostki uniwersytetu (Instytut Polonistyki, Wydział Humanistyczny). Członek Komisji Historycznoliterackiej PAN w Katowicach oraz Towarzystwa Literackiego im. Teodora Parnickiego (od założenia instytucji – w 1997 roku). W latach 2019-2022 zastępca redaktora naczelnego rocznika naukowego „Fabrica Litterarum Polono-Italica”, a od 2023 roku redaktor naczelny.

## Publikacje[10]

### Książki
- Rzeczy piekielne. Wokół „Poematu Piasta Dantyszka” Juliusza Słowackiego. Katowice 2006, s. 204.
- Nasz Broniewski. Prelekcje warszawskie. Katowice 2009, s. 121. [współautorzy: M. Piotrowiak, M. Tramer].
- Sploty tradycji. Dwugłosy o literaturze polskiej XX wieku. Katowice 2014, s. 240.
- Wobec tradycji. Śląskie szkice oikologiczne. Katowice 2015, s. 144.
- Myśleć Kafką. Teksty i konteksty. Katowice 2023, s. 272. [współautorzy: J. Olejniczak, M. Piotrowiak].

### Poezja
- W poszukiwaniu utraconej afazji. Katowice 2019, s. 58[11].
- Ukryta opcja. Katowice 2023, s. 52.

### Redakcje naukowe
- Broniewski. Pod red. M. Jochemczyka, S. Kędzierskiego, M. Piotrowiaka, M. Tramera. Katowice 2009, s. 277.
- Podwójny agent. Portrety Kafki. Red. M. Jochemczyk, Z. Kadłubek, M. Piotrowiak. Katowice 2012, s.  202.
- Urzeczenie. Locje literatury i wyobraźni. Pod red. M. Jochemczyka i M. Piotrowiaka. Katowice  2013, s. 374.
- Balaghan. Mikroświaty i nanohistorie. Pod red. M. Jochemczyk, M. Kokoszka, red. B. Mytych-Forajter. Katowice 2015, s. 488.
- Wiersz-rzeka. Pod red. M. Piotrowiaka i M. Jochemczyka. Katowice  2016, s. 182.
- Trans-misje. Polsko-włoskie relacje w literaturze, kulturze i języku. Red. M. Jochemczyk, M. Piotrowiak, A.F. De Carlo. Warszawa 2021, s. 460.

### Edycja krytyczna
- S. Szymutko: Po co literatura jeszcze jest? Pisma rozproszone. Wybór, opracowanie i posłowie G. Olszański, M. Jochemczyk. Katowice 2013, s. 278.

### Artykuły (wybór)
- O mechanizmie ironii w felietonach Michała Ogórka. „Poradnik Językowy” 1997, z. 5, s. 31-42.
- Smutny koń Kwadrygi. W: Miniatura i mikrologia literacka. T. 1. Pod red. A. Nawareckiego. Katowice 2000, s. 147-158.
- „Przedpiekle”. Epistolarna powieść Juliusza Słowackiego. „Świat i Słowo” 2003, nr 1, s. 239-260.
- Sztuka prze-życia. O dwóch wierszach bieszczadzkich Mirona Białoszewskiego. W: Civitas Mentis. T. 2.  Pod red. Z. Kadłubka i T. Sławka. Katowice 2007, s. 228-234.
- Mysłowicki genius loci (dwie interpretacje „graniczne”). W: Zamieranie. Interpretacje. Pod red. D. Pawelca i G. Olszańskiego. Katowice 2007, s. 206-218.
- „Obywatelstwo w kraju niepotrzebnych”. O „Horsztyńskim” Juliusza Słowackiego. W: Intymność wyrażona (II). Red. M. Tramer, A. Nęcka. Katowice 2007.
- Nieludzki? Arcyludzki? Kreacje postaci anioła w twórczości Zbigniewa Herberta. „Postscriptum Polonistyczne” 2008, nr 2, s. 221-232.
- Dom z piasku i mgły. „Anthropos?” 2011, nr 16-17, s. 95-104.
- Metamorfozy ciała. „Literatura na Świecie” 2012, nr 7-8, s. 78-98.
- „Jest tylko Bearycze. I właśnie jej nie ma”. Szkice do portretu Beatrice Cenci. „Śląskie Studia Polonistyczne” 2012, nr 1-2, s. 131-151.
- „Dobrze byłoby też wyjechać do Stanów”. (Dwie?) Ameryki Jacka Podsiadły. „Białostockie Studia Literaturoznawcze” 2012, nr 3, s. 127-140.
- Super flumina Silesiae Superioris. W: Urzeczenie. Locje literatury i wyobraźni. Pod red. M. Jochemczyka i M. Piotrowiaka. Katowice 2013, s. 177-189.
- Egzotyka Chamowa. Metafory przestrzenne Mirona Białoszewskiego. W: Geografia i metafora. Red. E. Konończuk, E. Nofikow, E. Sidoruk. Białystok 2013, s. 149-171.
- Odwrócona perspektywa. Mała Ameryka Haliny Poświatowskiej. W: Balaghan. Mikroświaty i nanohistorie. Red. M. Jochemczyk, M. Kokoszka, B. Mytych-Forajter. Katowice 2015, s. 99–107.
- „Spustoszony krajobraz”. (Nie tylko) o jednym wierszu Henryka Bereski. W: Wiersz-rzeka. Red. M. Piotrowiak i M. Jochemczyk. Katowice 2016, s. 161-175.
- Ad fontes. Nataszy Goerke powroty do Nepalu. „Anthropos?” 2017, nr 26, s. 82-93.
- Okiem pisarza. Podróże literackie po Górnym Śląsku w dwudziestoleciu międzywojennym. W: Industria. Konteksty nieoczywiste. Red. M. Skrzypek, L. Krzyżanowski. Katowice 2019, s. 121-136.
- Poeta (na) Akropolu. Przypadek Zbigniewa Herberta. „Białostockie Studia Literaturoznawcze” 2019, nr 15, s. 23-32.
- Uniwersytet w stanie podejrzenia. Na marginesie Sprawozdania dla Akademii Franza Kafki. „Acta Universitatis Lodziensis. Folia Litteraria Polonica” 2020, nr 4, s. 9-28.
- „Bękarty wojny”. Włoskie reminiscencje w pisarstwie Artura Międzyrzeckiego. „Fabrica Litterarum Polono-Italica” 2021, nr 1 (3), s. 45-58.
- Sybilla podglądana z kajuty. Obmapywanie Europy Mirona Białoszewskiego jako eschatologiczny "objazd". "Białostockie Studia Literaturoznawcze" 2022, nr 2 (21), s. 7-18.
- Filolog i rzeczywistość. Przypadek Stefana Szymutki. "Litteraria Copernicana" 2022, nr 2, s. 109-114.
- Wynaleźć wyspę. Podwójna lektura książki Czerwony śnieg na Etnie Jarosława Mikołajewskiego i Pawła Smoleńskiego. "Postscriptum Polonistyczne" 2023, nr 2 [współautor: M. Piotrowiak].

## Działalność naukowa

### Przynależność do organizacji, towarzystw naukowych
- Członek Towarzystwa Literackiego im. Teodora Parnickiego (od 1997)
- Członek zespołu redakcyjnego „Śląskich Studiów Polonistycznych” (od 2011)[12]
- Członek Komisji Historycznoliterackiej PAN – oddział w Katowicach (od 2011)
- Członek Centrum Badań nad Kulturami Mniejszymi (od 2016-2019)[13]

### Sprawowane funkcje
- Wicedyrektor Instytutu Nauk o Literaturze Polskiej im. Ireneusza Opackiego (2008-2016)
- Wiceprezes Stowarzyszenia Przyjaciół Uniwersytetu Śląskiego (2008-2013)
- Członek Senatu Uniwersytetu Śląskiego w Katowicach (2008-2012)
- Opiekun Studenckiego Koła Naukowego Śląskoznawców – Silesius (2014-2018)
- Zastępca Redaktora Naczelnego czasopisma naukowego „Fabrica Litterarum Polono-Italica” (w latach 2019-2022)[9]
- Redaktor Naczelny czasopisma naukowego „Fabrica Litterarum Polono-Italica” (od 2023)

## Nagrody i wyróżnienia
- Nagroda JM Rektora Uniwersytetu Śląskiego za wyróżniającą rozprawę doktorską (2006).
- Wyróżnienie w Konkursie im. Konrada i Marty Górskich, organizowanym przez Toruńskie Towarzystwo Naukowe (2007).
- Nagroda indywidualna III stopnia JM Rektora Uniwersytetu Śląskiego w Katowicach za działalność naukowo-badawczą (2007, 2014, 2015).
- Nagroda zespołowa III stopnia JM Rektora Uniwersytetu Śląskiego w Katowicach za działalność naukowo-badawczą (2010).
- Laureat nagrody im. ks. A. Weltzla – „Górnośląski Tacyt” za książkę pt. „Wobec tradycji. Śląskie szkice oikologiczne” (2016)[14].
- Nagroda indywidualna II stopnia Jego Magnificencji Rektora Uniwersytetu Śląskiego w Katowicach za działalność naukowo-badawczą (2017).